# Miss World 1977
| Data:                | 17 listopada 1977          |
| Kraj:                | Wielka Brytania            |
| Miasto:              | Londyn                     |
| Gala finałowa:       | Royal Albert Hall          |
| Liczba uczestniczek: | 62                         |
| Zwyciężczyni:        | Mary Stavin, Szwecja       |
| Poprzedniczka:       | Cindy Breakspeare, Jamajka |
| Następczyni:         | Silvana Súarez, Argentyna  |
| -------------------- | -------------------------- |

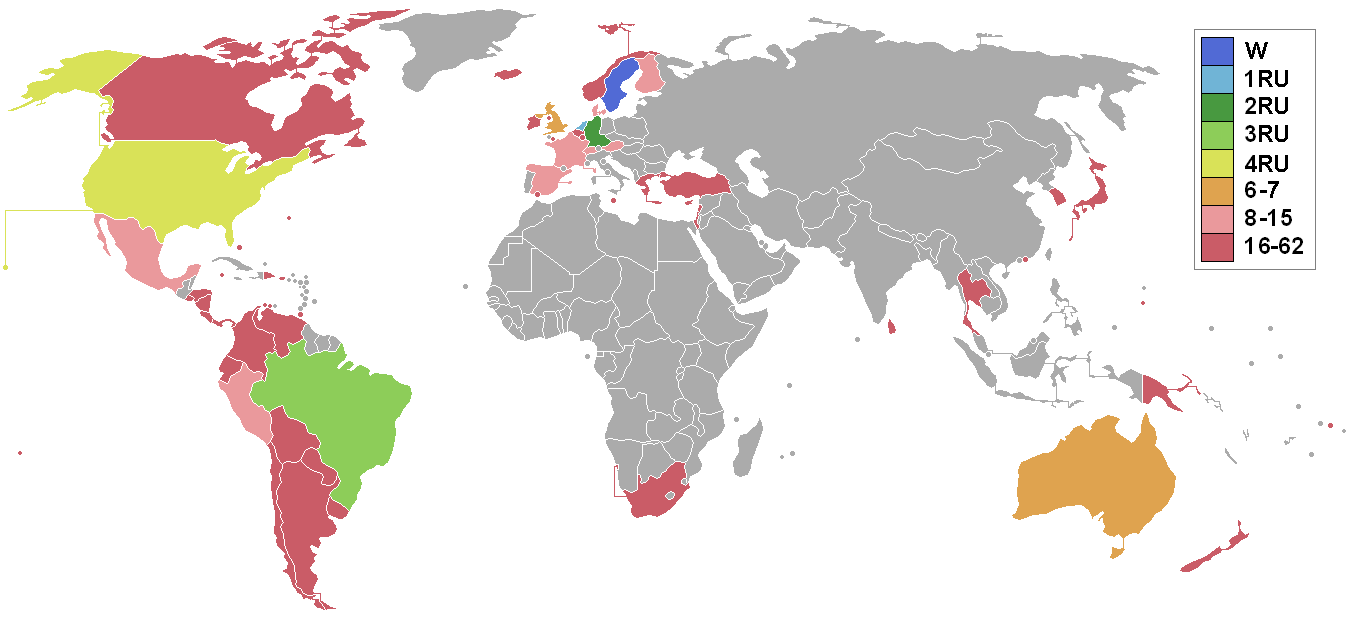
Kraje i terytoria, które wysłały delegacje oraz zajęte miejsce

Miss World 1977 – 27. edycja wyborów Miss World. Finał miał miejsce w Royal Albert Hall, w Londynie, 17 listopada 1977 r. W konkursie wzięło udział 62 kobiety z całego świata. Zwyciężyła Mary Stavin reprezentująca Szwecję. W konkursie zadebiutowały 4 państwa.

## Wyniki
| Wyniki finału   | Uczestniczka/Uczestniczki |
| --------------- | --- |
| Miss World 1977 | - Szwecja – Mary Stavin |
| 1. wicemiss     | - Holandia – Ineke Berends |
| 2. wicemiss     | - RFN – Dagmar Winkler |
| 3. wicemiss     | - Brazylia – Madalena Sbaraini |
| 4. wicemiss     | - Stany Zjednoczone – Cindy Darlene Miller |
| 5. wicemiss     | - Wielka Brytania – Madeleine Karen Stringer |
| 6. wicemiss     | - Australia – Jaye-Leanne Hopewell |
| Półfinalistki   | - Austria – Eva-Maria Duringer - Dania – Annette Dybdal Simonsen - Finlandia – Asta Seppälä - Francja – Véronique Fagot - Hiszpania – Guillermina Ruiz Doménech - Meksyk – Elizabeth Aguilar González - Peru – María Isabel Frías Zavala - Szwajcaria – Danielle Patricia Haberli |

### Nagrody specjalne
| Nagroda specjalna    | Uczestniczka                          |
| -------------------- | ------------------------------------- |
| Miss Fotogeniczności | - RFN – Dagmar Winkler                |
| Miss Osobowości      | - Holandia – María Elizabeth Giardina |

## Uczestniczki
- Argentyna – Susana Beatriz Stéfano
- Aruba – Helene Marie Croes
- Australia – Jaye-Leanne Hopewell
- Austria – Eva Maria Duringer
- Bahamy – Laurie Lee Joseph
- Belgia – Claudine Marie Vasseur
- Bermudy – Connie Marie Firth
- Boliwia – Elizabeth Yanone Morón
- Brazylia – Madalena Sbaraini
- Chile – Annie Marie Garling
- Curaçao – Xiomara Maria Winklaar
- Cypr – Georgia Georgiou
- Dania – Annette Dybdal Simonsen
- Dominikana – Jacqueline Patricia Hernández
- Ekwador
- Finlandia – Asta Seppäla
- Francja – Véronique Fagot
- Gibraltar – Lourdes Holmes
- Grecja – Lina Ioannou
- Guam – Diane Haun
- Gwatemala
- Hiszpania – Guillermina Ruiz Doménech
- Holandia – Ineke Berends
- Honduras – María Marlene Villela
- Hongkong – Ada Lui Shu-Yang
- Irlandia – Lorraine Bernadette Enriquez
- Islandia – Sigurlaug (Dilly) Halldórsdóttir
- Izrael – Ya'el Hovav
- Japonia – Chizuro Shigamura
- Jersey – Blodwen Pritchard
- Kajmany – Patricia Jane Jackson-Patiño
- Kanada – Marianne McKeen

- Kolumbia – María Clara O'Byrne Aycardi
- Korea – Kim Soon-ae
- Kostaryka – Carmen María Núñez Benavides
- Liban – Vera Alouane
- Luksemburg – Jeannette Henriette (Jenny) Colling
- Malta – Pauline Lewise Farrugia
- Meksyk – Elizabeth Aguilar González
- RFN – Dagmar Winkler
- Nikaragua – Beatriz Obregón Lacayo
- Norwegia – Åshild Jenny Ottesen
- Nowa Zelandia – Michelle Jean Hyde
- Panama – Anabelle Vallarino
- Papua-Nowa Gwinea – Sayah Karukuru
- Paragwaj – María Elizabeth Giardina
- Peru – María Isabel Frías Zavala
- Portoryko – Didriana (Dee Dee) del Río
- Południowa Afryka – Vanessa Wannenberg
- Samoa – Ana Decima Schmidt
- Salwador – Magaly Varela Rivera
- Sri Lanka – Sharmini Senaratna
- Stany Zjednoczone – Cindy Darlene Miller
- Szwajcaria – Danielle Patricia Haberli
- Szwecja – Mary Stavin
- Tajlandia – Siriporn Savanglum
- Tahiti – Therese Amo
- Trynidad i Tobago – Marlene Villafana
- Turcja – Kamer Bulutote
- Urugwaj – Adriana María Umpierre Escudero
- Wenezuela – Jackeline van den Branden Oquendo
- Wielka Brytania – Madeleine Karen Stringer
- Wyspa Man – Helen Jean Shimmin

## Notatki dot. państw uczestniczących

### Debiuty
- Kajmany
- Papua-Nowa Gwinea
- Samoa
- Wyspa Man

### Powracające państwa i terytoria
- Panama uczestniczyła ostatnio w konkursie w 1971 r.
- Boliwia,  Nikaragua i  Sri Lanka uczestniczyły ostatnio w konkursie w 1975 r.

### Państwa i terytoria rezygnujące
- Filipiny – Ana Melissa (Peachy) Ofilada Veneracion
- Indie – Veena Prakash
- Indonezja – Siti Mirza Nuria Arifin
- Jamajka – Sandra Kong
- Jugosławia – Svetlana Višnjić
- Liberia – Welma Albertine Wani Campbell
- Malezja – Christine Mary Lim Lim Boey
- Mauritius – Maria Ingrid Desmarais
- Południowa Afryka (w jęz. angielskim pod nazwą Africa South)
- Singapur – Veronica Lourdes
- Suazi – Zanella Tutu Tshabalala
- Włochy – Anna Maria Kanakis (zdyskwalifikowana z powodu zbyt niskiego wieku – 15 lat)
- Wyspy Dziewicze Stanów Zjednoczonych

Kraje takie jak Filipiny, Indie, Indonezja, Jamajka, Jugosławia, Liberia, Malezja, Mauritius, Singapur, oraz Suazi pomimo wybrania swoich kandydatek do konkursu wycofały się z niego z powodu wybrania białej reprezentantki Związku Południowej Afryki.